# Troy Perkins
Troy Perkins (Springfield, 29 luglio 1981) è un ex calciatore statunitense, di ruolo portiere.

## Carriera

### Club
Perkins ha giocato al calcio nella University of South Florida e University of Evansville. Ha giocato anche nella PDL con i Cape Cod Crusaders nel 2002 e nel 2003.
Nel 2003, uscito dal college, non è stato scelto al draft. Ha comunque firmato un contratto di sviluppo con il D.C. United. Gli è stata data la possibilità di dimostrare il suo valore dopo che Nick Rimando e Doug Warren hanno perso il loro posto da titolare. Perkins ha così giocato sedici partite da titolare, nelle quali ha avuto una media gol subiti di 1.62 a partita. Nonostante le buone prestazioni, per il DC United è stato un periodo difficile e Rimando ha ripreso il posto da titolare, giocando anche i play-off.
Nel campionato 2006, Perkins è stato il portiere titolare della squadra e ha giocato in trenta delle trentadue gare disputate. È stato nominato anche portiere dell'anno della Major League Soccer, oltre che nella squadra dell'anno.
Perkins ha poi terminato il campionato successivo con la media reti subite di 1.10 a partita, otto rigori parati e sedici vittorie per il suo club.
A dicembre 2007, Perkins ha firmato per il Vålerenga. Per sostituirlo, il 12 dicembre 2007, il DC United ha ingaggiato Zach Wells.
Il 20 dicembre, Perkins ha superato le visite mediche per la squadra norvegese e ha firmato un contratto quinquennale. Il trasferimento è entrato nella storia del club, in quanto Perkins è diventato il primo calciatore del continente americano a firmare per il Vålerenga. Dopo un inizio traballante, ha mostrato tutte le sue qualità e si è affermato come uno dei più solidi portieri della Tippeligaen.
Il 13 gennaio 2010, è tornato al D.C. United. L'anno seguente, è passato ai Portland Timbers. Nell'agosto 2012 viene acquistato dall'Impact de Montréal.
Il 13 gennaio 2015, ha firmato con i Seattle Sounders.

### Nazionale
Perkins ha debuttato nella Nazionale degli Stati Uniti il 24 gennaio 2009, in un'amichevole contro la Svezia, vinta per tre a due.

## Palmarès

### Club

#### Competizioni nazionali
- MLS Supporters' Shield: 1

Columbus Crew: 2007
- Coppa di Norvegia: 1

Vålerenga: 2008
- Canadian Championship: 2

Montreal Impact: 2013, 2014

### Individuale
- Miglior portiere della MLS: 1

2006
- MLS Best XI: 1

2006